# Kojima KE007
Chronologie des modèles (1979)
Aucun Kojima KE009
La Kojima KE007 est une monoplace de Formule 1 construite par Kojima Engineering ayant couru le Grand Prix automobile du Japon 1976 avec Masahiro Hasemi.

## Caractéristiques techniques

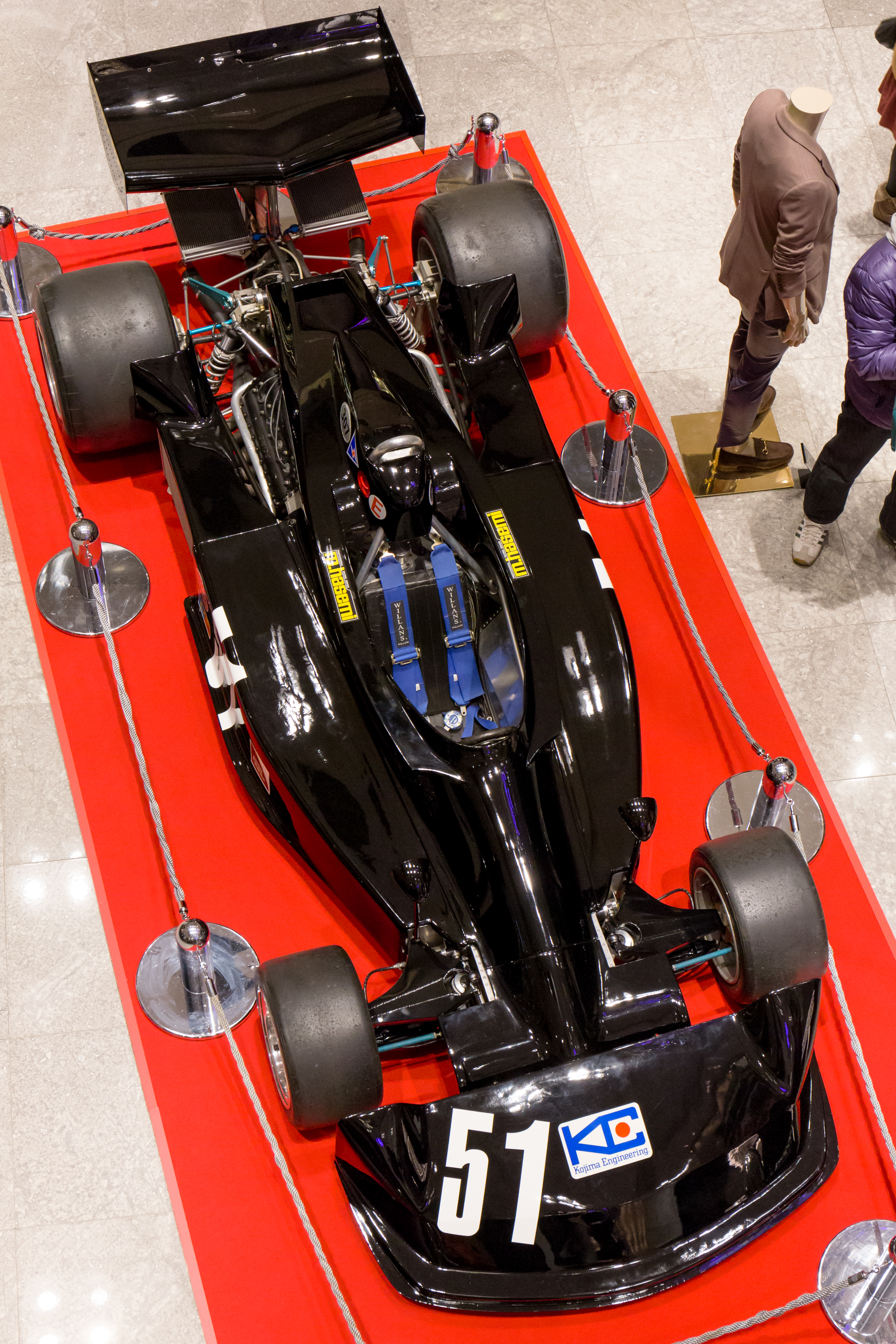
Kojima KE007 au Yurakucho Marion en 2013.

Matsuhisa Kojima, entrepreneur japonais passionné de sport automobile décide de construire un châssis de Formule 1 pour participer au premier Grand Prix se déroulant dans son pays. La KE007 est une kit-car, un châssis classique monocoque en aluminium mu par un moteur V8 Ford Cosworth DFV le tout reposant sur des pneumatiques Dunlop. La monoplace est dessinée par Masao Ono, ancien designer de Maki Engineering Racing Team, un autre constructeur de Formule 1 japonais.

## Historique
La monoplace est engagée au Grand Prix automobile du Japon 1976, fin octobre avec le pilote local Masahiro Hasemi qui connaît très bien le Fuji Speedway. Il réalise le dixième temps des qualifications à une seconde de la pole position de Mario Andretti sur sa Lotus 77. Il part juste derrière Ronnie Peterson sur March 761 et devant Jacques Laffite sur Ligier JS5.
Le Grand Prix démarre sous une pluie torrentielle et le pilote est relégué à l'avant-dernière place au bout de vingt-cinq tours du fait d'un problème de monte de ses pneumatiques. Il n'est pas le seul à souffrir et une multitude d'abandons lui permet de terminer la course à la onzième et dernière place des pilotes classés, à sept tours du vainqueur Mario Andretti.
Hasemi et Kojima se font particulièrement remarquer en réalisant officiellement le meilleur tour en course en 1 min 18 s 23 à 200,593 km/h. Toutefois, la réalité de cette performance demeure sujette à caution tant le déroulement de la course a été confus, la direction de course dépassée et les commissaires empreints d'un grand nationalisme : le meilleur tour en course d'Hasemi sur la Kojima a été officiellement réalisé au vingt-cinquième tour alors que, dans ce même tour, le Japonais s'est fait dépasser par Jacques Laffite, Jean-Pierre Jarier et Hans Binder. Officieusement, Laffite, sur Ligier, a réalisé le tour le plus rapide.
Le constructeur revient l'année suivante pour le Grand Prix du Japon avec la Kojima KE009.

## Résultats en championnat du monde de Formule 1
| Saison | Écurie             | Moteur               | Pneus | Pilotes         | Courses | Courses | Courses | Courses | Courses | Courses | Courses | Courses | Courses | Courses | Courses | Courses | Courses | Courses | Courses | Courses | Points inscrits | Classement |
| Saison | Écurie             | Moteur               | Pneus | Pilotes         | 1       | 2       | 3       | 4       | 5       | 6       | 7       | 8       | 9       | 10      | 11      | 12      | 13      | 14      | 15      | 16      | Points inscrits | Classement |
| ------ | ------------------ | -------------------- | ----- | --------------- | ------- | ------- | ------- | ------- | ------- | ------- | ------- | ------- | ------- | ------- | ------- | ------- | ------- | ------- | ------- | ------- | --------------- | ---------- |
| 1976   | Kojima Engineering | Ford-Cosworth DFV V8 | D     |                 | BRÉ     | AFS     | USO     | ESP     | BEL     | MON     | SUÈ     | FRA     | GBR     | ALL     | AUT     | P-B     | ITA     | CAN     | USE     | JAP     | 0               | nc.        |
| 1976   | Kojima Engineering | Ford-Cosworth DFV V8 | D     | Masahiro Hasemi |         |         |         |         |         |         |         |         |         |         |         |         |         |         |         | 11e     | 0               | nc.        |

Légende : ici